# Балка Долина
Балка Долина — ботанічний заказник місцевого значення в Україні. Розташований у межах Зіньківського району Полтавської області, біля села Високе, на північний захід від міста Зіньків.
Площа 116,8 га. Статус надано згідно з рішенням облради від 27.10.1994 року. Перебуває у віданні Тарасівської сільської ради. 
Охороняється одна з найцікавіших ділянок лучного степу в широкій розгалуженій балці з плоским днищем і пологими схилами південної і південно-східної експозиції.
На схилі південної експозиції зростають шавлія поникла, наголоватки павутинясті, астрагал шерстистоквітковий, сон чорніючий, віскарія звичайна, ломиніс цілолистий, гіацинтик блідий, горобинець волосистий. На верхніх частинах схилів поширені злаки: ковила волосиста, пирій середній, келерія гребінчаста, стоколос безостий, костриця валіська. У нижній частині балки з кращим зволоженням зростають шолудивник Кауфмана та серпій різнолистий.
У степовому різнотрав'ї заказника поширені: люцерна румунська, підмаренник руський, зіновать австрійська, нечуйвітер напівзонтичний, деревій майжезвичайний, ахірофорус плямистий, цмин пісковий, волошка несправжньоплямиста, волошка сумська, скорзонера пурпурова, оман шорсткий, шавлії гайова, лучна, кільчаста. Також трапляються різні види дзвоників: сибірські, розлогі, скупчені, різак звичайний, жабриця степова, рутвиця мала, холодок багатолистий, суниці зелені, подорожники степовий, ланцестолистий, середній, зрідка - льон австрійський, горицвіт весняний, гвоздика Андржійовського.
Орнітофауна заказника представлена такими видами: перепел, жайворонок польовий, плиска жовта, чекан лучний, куріпка сіра, синиця велика, жулан, шпак, іволга, щеврик лісовий, припутень, одуд, крук, славка сіра, славка прудка. Трапляється рідкісний хижий птах, занесений до Червоної книги України - канюк степовий.